# Infracrvena astronomija
Infracrvena astronomija je dio astronomije, koja promatra nebeska tijela u području infracrvenog zračenja. Kada bi naše oči bile osjetljive na infracrveno, toplinsko zračenje, noćno bi se nebo činilo posve drukčije. Bilo bi ispunjeno sjajnim kozmičkim oblacima i raštrkanim, udaljenim galaktikama prepunim novorođenih zvijezda. Vidjelo bismo i mlade zvijezde u središtu Mliječnog puta, inače skrivene sićušnim česticama svemirske prašine - infracrveno zračenje prolazi kroz međuzvjezdanu prašinu. Svi svemirski objekti hladniji od običnih zvijezda (oko 3000 °C) zrače u infracrvenom dijelu spektra. Koristeći infracrvene teleskope, astronomi otkrivaju informacije nevidljive optičkim instrumentima.
Kao što mu i ime govori, infracrveno se nalazi iza crvenog dijela vidljivog spektra. Ono se širi na mnogo većem dijelu elektromagnetskog spektra od vidljive svjetlosti: od 700 nanometara do 1 milimetra gdje počinju radio valovi. Astronomi infracrveno dijele u 4 pojasa: blisko, srednje i daleko infracrveno, te podmilimetarske valove. Opažanje infracrvenog zračenja u zemaljskoj je atmosferi uvijek teško, jer ugljikov dioksid i vodena para upijaju taj dio spektra. Međutim, neke kraće i dulje valne duljine uspijevaju stići do planinskih vrhova.
Infracrveni teleskopi nalik su optičkim teleskopima; zapravo, najnoviji velike reflektori konstruirani su za promatranja i u infracrvenom i u vidljivom dijelu spektra. Infracrvena kamera, međutim, mora imati sustav za hlađenje da u njoj stvorena toplina ne nadvlada slabo infracrveno zračenje iz svemira.
Visoko iznad Zemljine atmosfere satelit Infrared Space Observatory (ISO) ili Wide-field Infrared Survey Explorer (WISE), u novim je svjetlu prikazao sudare galaktika, skrivene rađaonice zvijezda, te međuzvjezdane oblake. Kako bi na najmanju mjeru sveo utjecaj vlastite topline, teleskop je stavljen u divovsku posudu ohlađenu na -270 °C. Kad mu je nakon 3 godine ponestalo rashladne tekućine, ISO je prestao opažati. Stratosferska zvjezdarnica za infracrvenu astronomiju (SOFIA) je zrakoplov Boeing 747SP s infracrvenim teleskopom koji se podiže iznad većeg dijela upijajuće zemaljske atmosfere. Jeftiniji je i fleksibilniji od satelita, a ima i veći teleskop. Naime, njegovo 2,5 m zrcalo je mnogo veće od onog na satelitu ISO.

## Povijest
Otkriće infracrvenog zračenja se pripisuje Williamu Herschelu, astronomu iz 19. stoljeća, koji je objavio rad vezan za infracrveno zračenje 1800. Koristio je prizmu da bi stvorio lom ili refrakciju svjetlosti sa Sunca i otkrio je povećanje temperature na termometru, u nevidljivom dijelu infracrvenog područja. Bio je iznenađen i nove zrake je nazvao “toplinske” zrake.
Razvoj infracrvene astronomije se nastavlja kroz 19. stoljeće, u pokušaju da se otkriju i druga nebeska tijela kao izvori infracrvenog zračenja. Zračenje s Mjeseca je prvo otkriveno 1873. Ernest Fox Nichols je koristio nešto izmijenjeni Crookesov radiometer u pokušaju da otkrije infracrveno zračenje koje dolazi sa zvijezda Arktur i Vega. Rezultati mjerenja su bili slični današnjim vrijednostima, tako da se Ernest Fox Nichols smatra prvim astronomom, koji je otkrio infracrvenog zračenja da dolazi sa zvijezda. 
U 20. stoljeću se usavršavaju novi detektori za otkrivanje infracrvenog zračenja. Seth Barnes Nicholson i Edison Pettit razvijaju detektor s termočlanovima (termopil), koji se koristio u preciznoj infracrvenoj fotometriji. 

## Zvjezdarnice za infracrvenu astronomiju
Većinu infracrvenih zračenja nebeskih tijela upija Zemljina atmosfera i mogu se proučavati pomoću instrumenata u balonima, raketama ili satelitima. Međutim, za neke valne duljine postoje "prozori" propusnosti i takva se zračenja mogu proučavati i na Zemlji. Astronomija infracrvenog zračenja je već pružila mnogobrojne informacije o razvoju zvijezda. Ona je omogućila, da se oko mladih zvijezda, kao što je promjenljiva V 1057 Labuda (Cygnus), otkrije omotač od prašine koji, zagrijan od zvijezde, šalje višak infracrvenog zračenja. Neka su nebeska tijela mogla biti otkrivena samo infracrvenim tehnikama. Tako se pratilac pomrčinske dvojne zvijezde Epsilon Kočijaš može otkriti samo po infracrvenom zračenju, bilo da je to vrlo mlada zvijezda, još nedovoljno zagrijana da počne da zračiti vidljivu svjetlost, bilo da je to crna rupa, čija uhvaćena zračenja u tom slučaju dolaze od prašine neposredno iznad nje.

### Stratosferska zvjezdarnica za infracrvenu astronomiju
Stratosferska zvjezdarnica za infracrvenu Astronomiju (engl. Stratospheric Observatory for Infrared Astronomy, SOFIA je zajednički projekt NASA-e i "Njemačkog zrakoplovnog centera" (njem.: Deutsches Zentrum für Luft- und Raumfahrt) na izgradnji i održavanju jednog teleskopa koji svoju ulogu vrši iz aviona tijekom leta. NASA je 1996. godine potpisala ugovor s "Američkim sveučilištem za istraživanje svemira" (Eng.: Universities Space Research Association) za razvoj, rad i upravljanje američkim dijelom zvjezdarnice dok njemačkim dijelom projekta upravlja Njemački institut SOFIA (Njem.:Deutsches Institut SOFIA).